# Lagoa das Sete Cidades
Lagoa das Sete Cidades (portugiesisch für ‚See der sieben Städte‘) ist ein See im Krater von Sete Cidades im Kreis Ponta Delgada auf der portugiesischen Azoreninsel São Miguel. Der See besteht aus zwei Teilseen, nämlich dem größeren Nordteil Lagoa Azul (portugiesisch für ‚blauer See‘) und dem kleineren Südteil Lagoa Verde (portugiesisch für ‚grüner See‘), die durch einen schmalen Durchlass miteinander verbunden sind, über den eine Straßenbrücke führt. Der Blick vom Kraterrand auf den See gilt als eine der größten Attraktionen des Archipels.

## Beschreibung
Mit einer Fläche von 4,37 km² ist Lagoa das Sete Cidades der größte See der Azoren. Zudem enthält er fast die Hälfte der Süßwasserressourcen der Inseln. In der Länge misst der See etwas mehr als vier Kilometer, an seiner breitesten Stelle zwei Kilometer und an seiner tiefsten Stelle 33 Meter. Er ist damit der tiefste See São Miguels. Die Wasseroberfläche liegt auf einer Höhe von 259 Metern über dem Meeresspiegel. Die Kraterwände gehen steil nach oben und ihr Rand erhebt sich etwa 300 Meter über den See. Der Hauptaussichtspunkt Vista do Rei befindet sich südlich des Lagoa Verde, auch auf dieser Höhe. Im Osten liegt der Pico da Cruz, der mit 845 m Höhe den Kraterboden um fast 600 Meter überragt. Oft kann man den See aber von oben nicht sehen wegen Nebels oder der Wolken, die am Berg hängen bleiben, während unten am Kraterboden die Sicht durchaus frei sein kann. Der See steht als Teil des Landschaftsschutzgebiets Sete Cidades unter Schutz. Am Westufer des Lagoa Azul liegt das Dorf Sete Cidades.

## Entstehung
Siehe Sete Cidades (Caldeira)#Vulkanismus

## Lagoa Azul und Lagoa Verde
Lagoa Verde verdankt seinen Namen einem Phänomen, das bei Einfall des Sonnenlichts in die Caldera auftritt. Steht man am Rand des Kraters, so wirkt das Wasser des Lagoa Verdes grünlich durch Lichtreflexionen auf der Wasseroberfläche, die von dem dichten Nadelwald ausgehen, der an der steil nach oben ragenden Kraterwand wächst, während das Wasser des größeren Seeteils eine blaue Färbung hat, die durch die Bezeichnung Lagoa Azul ausgedrückt wird. Nach starkem Regen sind jedoch beide Seen trübe und grünlich.
Nach einer ätiologischen Sage bestehen die Seen aus den Tränen zweier Verliebter. Eine Prinzessin musste sich von ihrem Geliebten, einem armen Hirten, der erfolglos um ihre Hand angehalten hatte, trennen, um einen Mann, den ihr Vater für sie ausgewählt hatte, zu ehelichen. Sie trafen und küssten einander ein letztes Mal dort, wo sich heute beide Seen berühren. Aus ihren Abschiedstränen entstanden die beiden Seen: der blaue aus den Tränen der blauen Augen der Prinzessin und der grüne aus den grünen Augen des Hirten. Die Sage enthält einen typischen Sagenstoff des europäischen Festlands von der Liebe eines Hirtenjünglings zu einer Jungfrau, der das Land untertan ist.

## Wasserhaushalt und -qualität
Wie viele Kraterseen hat der Lagoa das Sete Cidades keinen natürlichen Abfluss. Aus diesem Grund trat der See früher in den Regen der Winterzeit häufig über die Ufer und überschwemmte das Dorf. Noch heute kann man ein paar Pfahlbauten in Sete Cidades sehen. Die Überschwemmungen hörten auf, als man 1936 einen langen, etwa 2 m hohen Tunnel vom nordwestlichen Seerand bis hinunter nach Mosteiros grub, der überschüssige Wassermassen ins Meer leitet. Der Tunnel wurde bis in die achtziger Jahres des zwanzigsten Jahrhunderts in Trockenzeiten auch von der Bevölkerung genutzt, um vom einen Ort zum anderen zu gelangen. Inzwischen dient der er neben seiner eigentlichen Aufgabe vorwiegend Touristen als Urlaubsattraktion.
Durch die intensive Viehbeweidung der umgebenden Flächen geraten viele Nährstoffe in das Wasser. Die Wasserqualität schwankt, seitdem man in den 1990er Jahren begonnen hat, den See regelmäßig wissenschaftlich zu beobachten, zwischen mesotroph bis eutroph. Auch wenn sich seit 2000 diese Werte verbessert haben, ist das Seewasser nicht sauber. 2002 maß man im Lagoa Azul eine gesundheitsgefährdende Konzentration von Cyanobakterien. Seitdem sind Schilder am See angebracht, die aus Gesundheitsgründen davon abraten, mit dem Seewasser in Kontakt zu geraten. Gleichwohl wird der See weiterhin zum Baden und Surfen genutzt.